# 塩田邦郎
塩田 邦郎（しおた くにお、1950年8月19日-）は、日本の農学者・生物学者。農学博士。東京大学名誉教授。元早稲田大学上級研究員・教授（客員）。

## 人物
1969年3月、鹿児島県立甲南高等学校卒業。1973年春に宮崎大学農学部獣医学科を卒業して東京大学大学院農学系研究科獣医学専門課程に入学し、1975年に修士課程を修了して博士課程へ進学。在籍中の1977年2月から翌年3月の間、ワシントン大学医学部生化学部に留学。1979年3月に東京大学大学院農学系研究科獣医学専門課程博士課程を修了し農学博士号を取得。同年4月に武田薬品工業株式会社へ入社し中央研究所に勤める。1987年に退職し、4月より東京大学大学院農学生命科学研究科応用動物科学専攻および獣医学専攻の助教授に就任して、1998年4月に教授へ昇任。国立遺伝学研究所（応用遺伝客員研究部門）客員教授や順天堂大学医学部・大学院医学研究科環境医学研究所客員教授、鹿児島大学農学部客員教授も務めた。2016年に東京大学名誉教授となって、早稲田大学理工学術院へ移り総合研究所客員上級研究員と客員研究院教授を2020年まで務める。

## 研究

### 専門
生命科学・生化学・応用動物科学・獣医学の中でも特に遺伝子学・エピジェネティクスが専門。

### 受賞
- 1996年 日本獣医学会賞受賞（「胎盤の機能とその調節機構に関する生化学的研究」）[1][6]

### 所属学会
2016年7月のデータ
- 日本分子生物学会、日本獣医学会、日本繁殖生物学会、日本エピジェネティクス研究会、日本再生医療学会
- アメリカ細胞生物学会（英語: American Society for Cell Biology）、アメリカ生化学・分子生物学会（英語: American Society for Biochemistry and Molecular Biology）、内分泌学会 (アメリカ)（英語: Endocrine Society）、生殖生物学会 (アメリカ)（英語: Society for Study of Reproduction）